# Les Touches
Les Touches est une commune de l'Ouest de la France, située dans le département de la Loire-Atlantique en région Pays de la Loire.
Située au sein du pays traditionnel d'Ancenis, lui-même au sein du pays nantais et de la Bretagne historique, elle se trouve à environ 26 km au nord de la ville de Nantes et à 30,9 km au sud de Châteaubriant. La commune possède un important passé minier lié à l'exploitation du bassin houiller de Basse Loire.
Ses 2 488 habitants (en 2016) sont les Touchois et les Touchoises.

## Géographie

### Situation

#### Localisation
Les Touches est située au sein du pays traditionnel d'Ancenis, lui-même au sein du pays nantais et de la Bretagne historique, à environ 26 km au nord de la ville de Nantes, à 30,9 km au sud de Châteaubriant et à 5 km à l'est de Nort-sur-Erdre.
Selon le classement établi par l'Insee en 1999, Les Touches est une commune rurale monopolarisée qui fait partie de l'aire urbaine de Nantes  et de l'espace urbain de Nantes-Saint-Nazaire.

#### Communes limitrophes
Les communes limitrophes sont les suivantes :

### Relief
Le relief de la commune est relativement plat, formant une pente douce depuis l'ouest aux abords de la commune de Nort-sur-Erdre (15 à 25 mètres d'altitude environ) jusqu'à la commune de Mouzeil à l'est (où l'altitude dépasse les 40-50 mètres). Le terrain est marqué par quelques petites collines, du fait de la présence de ruisseaux, dont le ruisseau de Montagné. L'altitude moyenne est de 28 mètres (minimum 3 mètres à la confluence des ruisseaux de Montagné et du Râteau, maximum 53 mètres au mont Juillet).

### Géologie
Le sol des Touches contient notamment du charbon gras appartenant au bassin houiller de Basse Loire,.

### Hydrographie
La commune est traversée par plusieurs ruisseaux dont le ruisseau de Montagné, entrant dans la commune depuis le nord-est puis se dirigeant vers l'ouest avant de plonger vers le sud des Touches en direction de Nort-sur-Erdre et Petit-Mars. Dès son entrée dans la commune des Touches, le ruisseau de la Gérarderie se jette dans le ruisseau de Montagné par sa rive gauche. Au sud-ouest, au niveau du tripoint Les Touches–Nort-sur-Erdre–Petit-Mars, le ruisseau du Râteau, qui constitue aussi la limite entre Les Touches et les communes de Petit-Mars et Ligné, se jette dans le Montagné depuis sa rive gauche. Le ruisseau du Râteau est lui-même alimenté par treize ruisseaux non nommés (huit sur sa rive gauche et cinq sur sa rive droite) ainsi que par  le ruisseau du Pont-Orieux.
Un ruisseau, nommé le ruisseau de Courbejaud, s'écoule au lieu-dit de la Bellangerais.

### Climat
Pour des articles plus généraux, voir Climat des Pays de la Loire et Climat de la Loire-Atlantique.
En 2010, le climat de la commune est de type climat océanique altéré, selon une étude du CNRS s'appuyant sur une série de données couvrant la période 1971-2000. En 2020, Météo-France publie une typologie des climats de la France métropolitaine dans laquelle la commune est exposée à un climat océanique et est dans la région climatique Bretagne orientale et méridionale, Pays nantais, Vendée, caractérisée par une faible pluviométrie en été et une bonne insolation.
Pour la période 1971-2000, la température annuelle moyenne est de 12 °C, avec une amplitude thermique annuelle de 13,6 °C. Le cumul annuel moyen de précipitations est de 767 mm, avec 11,9 jours de précipitations en janvier et 6,5 jours en juillet. Pour la période 1991-2020, la température moyenne annuelle observée sur la station météorologique de Météo-France la plus proche, sur la commune de Nort-sur-Erdre à 5 km à vol d'oiseau, est de 12,4 °C et le cumul annuel moyen de précipitations est de 760,4 mm,. Pour l'avenir, les paramètres climatiques de la commune estimés pour 2050 selon différents scénarios d'émission de gaz à effet de serre sont consultables sur un site dédié publié par Météo-France en novembre 2022.

### Voies de communication et transports

#### Transports routiers
La D 164 traverse la commune et le bourg des Touches d'est en ouest (la reliant ainsi à Nort-sur-Erdre). La D 31, quant à elle, traverse la commune du nord au sud, la reliant aux bourgs de Petit-Mars et de Joué-sur-Erdre.

#### Transport ferroviaire
La commune des Touches est proche de la gare de Nort-sur-Erdre (sur la ligne Nantes-Châteaubriant).

#### Transports aériens
L'aérodrome d'Ancenis est la piste la plus proche du bourg des Touches. Cependant, l'aéroport international le plus proche est l’aéroport international Nantes Atlantique, situé au sud-ouest de Nantes.

## Urbanisme

### Typologie
Au 1er janvier 2024, Les Touches est catégorisée commune rurale à habitat dispersé, selon la nouvelle grille communale de densité à sept niveaux définie par l'Insee en 2022.
Elle est située hors unité urbaine. Par ailleurs la commune fait partie de l'aire d'attraction de Nantes, dont elle est une commune de la couronne,. Cette aire, qui regroupe 116 communes, est catégorisée dans les aires de 700 000 habitants ou plus (hors Paris),.

### Occupation des sols
L'occupation des sols de la commune, telle qu'elle ressort de la base de données européenne d’occupation biophysique des sols Corine Land Cover (CLC), est marquée par l'importance des territoires agricoles (97,1 % en 2018), une proportion sensiblement équivalente à celle de 1990 (97,6 %). La répartition détaillée en 2018 est la suivante : 
terres arables (37,9 %), zones agricoles hétérogènes (34,5 %), prairies (24,8 %), zones urbanisées (2,6 %), zones industrielles ou commerciales et réseaux de communication (0,3 %). L'évolution de l’occupation des sols de la commune et de ses infrastructures peut être observée sur les différentes représentations cartographiques du territoire : la carte de Cassini (XVIIIe siècle), la carte d'état-major (1820-1866) et les cartes ou photos aériennes de l'IGN pour la période actuelle (1950 à aujourd'hui).

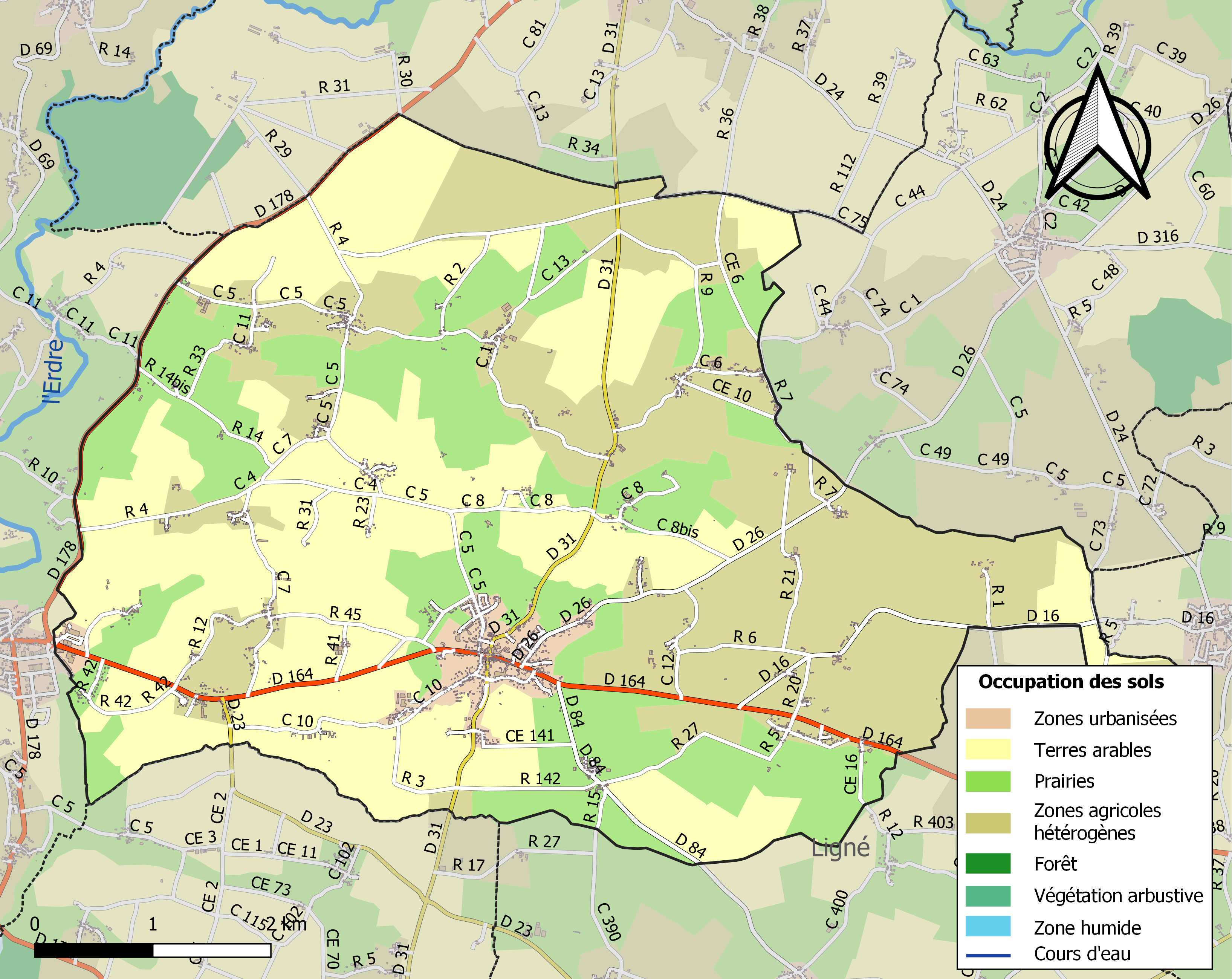
Carte des infrastructures et de l'occupation des sols de la commune en 2018 (CLC).

## Toponymie
Le nom de la localité est attesté sous la forme Tuschiae au XIVe siècle.
Étymologiquement, « Les Touches » signifie « les petits bois », (plusieurs hameaux s'appellent le Bois Souchard, le Bois Geffray, le Bois Nouveau, les Hauts Bois).
Le nom aurait pour origine le défrichement des bois qui entouraient Nort-sur-Erdre. Le gentilé des habitants est « Touchois », cependant, la mairie indique que, jusqu'au XVIIIe siècle, ceux-ci étaient appelés les « Tuchides ».
Le nom gallo de la commune est Lés Touches. La forme bretonne proposée par l'Office public de la langue bretonne est An Dosenneg.

## Histoire

### Préhistoire
Des fouilles ont mis en évidence une présence humaine dès le Néolithique attestée par la présence de silex éclatés et taillés aux alentours du mont Juillet. De même, 24 haches à talon ont été retrouvées au niveau du hameau de la Gérarderie.

### Époque romaine
Les Romains ayant eu une forte présence dans l'actuelle commune voisine de Petit-Mars, des traces ont pu être retrouvées aux Touches. Ainsi, un puits fut découvert au lieu-dit de la Réauté ainsi que de la vaisselle romaine. Deux voies romaines sont également connues.

### Moyen Âge
La paroisse est établie en 1287. Elle dépend alors des seigneurs du Pont-Hus à Petit-Mars et ce jusqu'à la Révolution.
En 1418, la seigneurie du Meix appartenait à Pierre de Moulins. La seigneurie de Montigné appartenait quant à elle, en 1427, à Jean de Montigné. Enfin, Jean du Vernay possédait la seigneurie du même nom.

### Renaissance
En 1666, Claude de Cornulier, seigneur de Lucinière, aussi appelé abbé du Hézo, acheta les terres et seigneuries du Meix, du Vernay, de la Herpinière et Tristan-des-Landes dans la paroisse des Touches.
Deux ans plus tard, en 1668, Louis XIV autorisa César de la Musse à établir une foire sur la commune, le premier jour du mois de mai pour la Saint-Jacques. Les Touches comptait alors deux foires : celle de Saint-Mélaine, et celle de Saint-Jacques. Elles étaient organisées à proximité du cimetière du bourg et de l'église.

### XVIIIesiècle

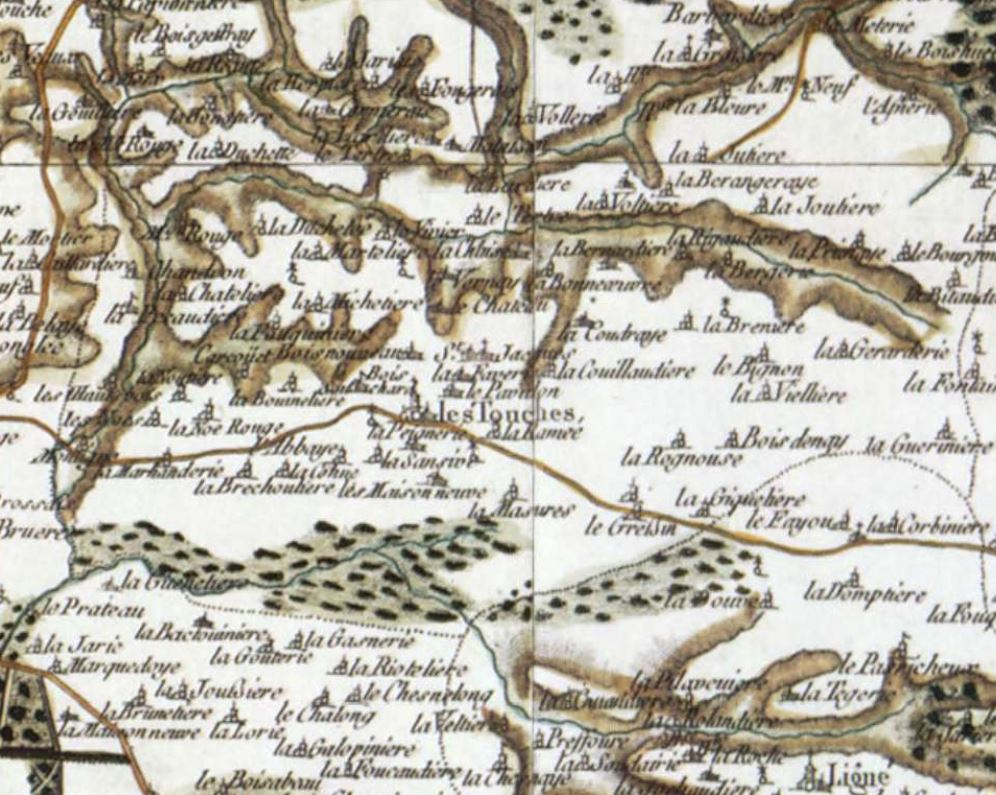
De 1784 à 1787, des levés topographiques ont été effectués dans la région afin d'établir la carte de France. Les Touches sur la carte de Cassini.

Le 21 juillet 1750, le duc de Béthune et comte d'Ancenis, Paul François de Béthune, et Anne-Marie de Gennes, veuve de Jean-Baptiste de Cornulier, décident, par un acte sous seing privé, de s'en remettre à des arbitres concernant des mouvances féodales situées en la paroisse des Touches. Cependant, il n'y fut pas donné suite.

#### Début de l'exploitation minière
L'exploitation minière aux Touches débute en 1746 lorsque Simon Jarry, un négociant nantais, pétitionne le roi Louis XV au sujet d'une mine de charbon qu'il fait fonctionner à ses frais depuis 1738 dans la paroisse de Nort. Cette pétition vise à demander au roi de lui accorder, ainsi qu'à ses héritiers, le droit de rechercher et d'exploiter les mines de charbon dans la paroisse de Nort et à « 3 lieues aux environs » pour une période de 30 ans à partir du 1er juillet 1746. Le roi, réuni en Conseil d’État le 21 mai 1746 au château de Bouchoitte, donna son accord. Le 13 octobre 1765, après une nouvelle demande, le roi a de nouveau prolongé pour une période de 30 ans, à compter du 1er juillet 1776, la concession faite à Jarry. Par cette décision, la concession, dite de Languin, donnée à l'origine fut étendue et inclut explicitement plusieurs nouvelles paroisses, dont celle des Touches (mais aussi celles de Trans, Mouzeil, Saffré et Héric).
Le 5 mars 1794, Joseph Gaudin fils et Cie offrirent aux héritiers de Simon Jarry de continuer l'exploitation à leur place moyennant une indemnité. Le conseil général de la commune de Nantes, autorité de tutelle en la matière, fut favorable à ce changement. Par la suite, le Comité de salut public fut saisi et rendit un arrêté, le 12 avril 1794, par lequel il autorisa Gaudin fils et Cie à exploiter les mines à titre provisoire. L'arrêté précisait aussi que le département de Loire-Inférieure devrait rembourser les héritiers Jarry. Ceux-ci sont subrogés par la Compagnie Saulnier, dirigée par messieurs Michaud et Saulnier. Un conflit survint avec la veuve de Simon Jarry. Selon Édouard Bureau, Michaud et Saulnier restèrent concessionnaires de la mine comme l'indique un arrêté du directoire exécutif en date du 19 septembre 1799 les autorisant à poursuivre l'exploitation pendant 50 ans à partir de cette date.

#### Période révolutionnaire
Une brigade a été détachée aux Touches et dans les villages de Nort et de Joué en décembre 1793 afin de contenir les chouans. Le 20 décembre 1793, le général François-Joseph Westermann s'empare des Touches avec la cavalerie de l'armée du Nord et tue entre 300 et 400 chouans qui s'y étaient réfugiés. Westermann écrira :

« […] Ces expéditions finies, je suis l'ennemi qui s'était porté à Norte ; chemin faisant j'apprends que quelques cents brigands étaient restés au village des Touches ; il pleuvait à verse et faisait beaucoup de vent, j'en profite ; à onze heures de la nuit, j'entre ventre à terre dans ce village, tout ce qui se présente est renversé par ma cavalerie. Je place des postes aux deux extrémités du village, le reste de ma cavalerie mis pied à terre et réveilla les brigands endormis à coups de sabre. Le massacre fut énorme et dura quatre heures. »

— Westermann 1794, p. 34
Durant la période, le Conseil municipal décida de planter, place du Champ de Foire, un peuplier comme arbre de la Liberté.

### XIXesiècle
En 1848, le maire Jean-Baptiste Houdinet proclame la République aux Touches.

#### Concession des mines des Touches et arrêts de l'exploitation minière
L'exploitation des mines ralentit au début du XIXe siècle puis finit par s'arrêter. Le ministre de l'Intérieur demanda au préfet les raisons de cet arrêt et de notifier aux concessionnaires la reprise des activités à peine de déchéance de la concession. Les concessionnaires furent informés le 17 juillet 1806.
Le 17 avril 1807, la question de la déchéance fut examinée mais, le 25 du même mois, Michaud écrivit au préfet afin de demander un délai d'un mois pour trouver un nouvel associé. Ce délai fut accordé et, le 16 mai 1808, Michaud demanda au préfet l'autorisation de céder la concession à François Demangeat. L'autorisation intervint par décret impérial le 19 août 1808.
Demangeat essaya de redresser la concession mais elle devint déficitaire à partir de 1816. Le 20 août 1818, il indiqua au préfet qu'il souhaitait renoncer à la concession et la transmettre à Louis Vesenat. Celui-ci augmenta les recherches de la concession vers Les Touches : en 1820 près de la Bourgonnière et la Morinière, puis vers le bourg en 1821,. Il exploita les mines jusqu'en 1823 puis céda la concession à Robert de Granville en 1830 qui mourut rapidement et fit mettre la concession en liquidation Elle fut rachetée par monsieur de Sartoris qui mourut en 1834. Ne laissant que des héritiers mineurs, leur tuteur voulut vendre les sociétés aux enchères en 1835. En 1836, la mine fut achetée par Frogier, Corroyer et Lemaître qui demandèrent une demande de partage de la concession : la concession de Languin, et la concession des Touches.

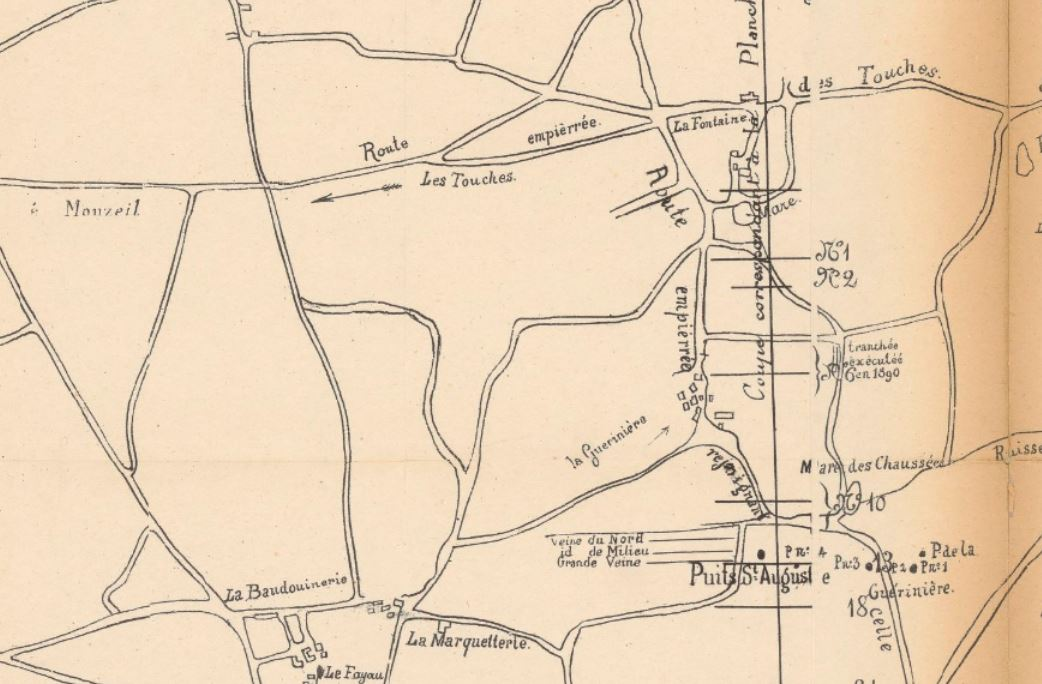
Détail du puits Saint-Auguste.

La concession des mines de houilles des Touches fut créée par décret royal de Louis-Philippe Ier du 28 avril 1839 à partir de la partie orientale de la concession de Languin,. Elle couvrait 1 973 hectares dans un rectangle de 8 kilomètres de long (d'ouest en est) sur 2,5 kilomètres de large (du nord au sud). Lors du partage, elle fut attribuer à messieurs Frogier et Corroyer qui créèrent une société en commandite et par action qui fut constituée en juin 1839,. Le 6 janvier 1841, un terrain de 2 km2 et 40 hectares, situé à Ligné, est ajouté à la concession. Cette société mis la mise en location. Le 12 juillet 1848, Gérard de Villeneuve, fermier locataire de la location demanda l'abandon du puits de la Bourgonnière qui est accordée le 15 mars 1849.
Le 18 août 1849, un directeur-gérant de la mine est nommé en la personne de monsieur Cadié. Il fut remplacé dès le 21 septembre par monsieur de Bourges. De Bourges nomma Hippolyte Jacquet comme directeur des travaux. Ce dernier demanda alors une suspension momentanée des travaux du fait des mauvais résultats de l'exploitation. Ainsi, un rapport du 21 avril 1851 propose l'abandon du puits de la Guérinière, autorisé cinq jours plus tard.
Le 23 février 1852, un bail est accordé à monsieur Bonnefond pour 25 années consécutives à partir du 23 avril 1852,. Le 10 mars 1856 il fut autorisé à ouvrir un premier puits, le puits Saint-Auguste à La Guérinière (dans les Touches, mais proche de Mouzeil),. Il dut toutefois fermer deux puits de recherche au niveau de La Croix-Perrine du fait d'émanation de gaz. La société exploitante Bonnefond et Cie fut donc liquidée. Un autre exploitant, Émile Guilbaud, prit la relève le 1er novembre 1858 et fit passer l'exploitation de 300 000  à   60 000 hectolitre de houille. Sa faillite, le 14 juillet 1870, fit à nouveau changer de main l'exploitation.
La mine semble ensuite avoir été exploitée par trois fermiers dont l'affermage prit fin en 1877,. À la suite d'un procès, deux des propriétaires rachetèrent la part du troisième en 1883. Ce rachat avait pour but d'exploiter le charbon présent en vue de l'ouverture d'une ligne de chemin de fer entre Nantes, Segré et Le Mans en 1885, date du décès de l'un des propriétaires de la mine (celle-ni n'ayant dès lors plus qu'un propriétaire, monsieur Stiévenart),. La mine comptait alors deux puits principaux : le puits Saint-Auguste (menait sur la « Grande-Veine » et sur les veines dites « Milieu » et « Nord ») et le puits Saint-Eugène (d'une profondeur de 79 mètres avec deux travers-bancs à 62,50 mètres).
En 1890, puis en 1895, deux sociétés furent créées mais sans qu'elles ne donnent de résultats notables.

### XXesiècle
Le 23 mars 1919, le conseil municipal des Touches s'est prononcé dans le but de faire installer l'électricité dans le village des Touches. À cette fin, il s'est adressé à la société d'électricité de Basse-Loire installée à Saint-Nazaire. Cet appel est réitéré le 20 avril 1924 à la suite d'une « demande de concession par l’État d'une distribution d'énergie électrique aux services publics formés par la société nantaise d'éclairage et de force par l'électricité ».
Le 22 juin 1924, la subdivision des sapeurs pompiers des Touches est créée.
Le 5 octobre 1924, le maire propose l'électrification du centre du village.
C'est dans la ferme de Pierre Martin située au village de la Maison rouge qu'a été formé le 16 octobre 1943 le maquis de la Maison rouge qui deviendra plus tard le maquis de Saffré (premier maquis de la Loire-Atlantique homologué par Londres).

## Politique et administration

### Tendances politiques et résultats

#### Au niveau européen
Pour les élections européennes du 13 juin 2004 il y eut un taux d'abstention de 57,79 % pour 1 445 inscrits. Le nombre de votants correspondait à 42,21 % des inscrits et les suffrages exprimés correspondaient à 40,48 % des inscrits (95,90 % des votants). La liste soutenu par le parti socialiste obtint 29,23 % des votes. Il y eut deux listes portant l'étiquette « divers droite », l'une de Michel Hunault recueillant 21,37 % des voix et l'autre de Philippe de Villiers qui obtint 9,91 % des voix. La liste UDF de Philippe Morillon obtint 9,23 % des voix. Enfin la liste UMP, de Roselyne Bachelot, obtint 6,32 % des votes.
Aux élections européennes du 7 juin 2009 il y eut un taux d'abstention de 59,55 % pour 1 592 inscrits. Le nombre de votants correspondait à 40,45 % des inscrits et les suffrages exprimés correspondaient à 38,63 % des inscrits (95,50 % des votants). La liste UMP de Christophe Béchu obtint 25,04 % des votes. La liste socialiste de Bernadette Vergnaud obtint 15,28 % des voix et la liste des Verts de Yannick Jadot obtint 13,98 % des voix. La liste MoDem de Sylvie Goulard recueillit 12,03 % des voix. Enfin la liste divers droite de Philippe de Villiers obtint 11,22 % des votes.
Aux élections européennes du 25 mai 2014 il y eut un taux d'abstention de 58,99 % pour 1 663 inscrits. Le nombre de votants correspondait à 41,01 % des inscrits et les suffrages exprimés correspondaient à 39,09 % des inscrits (95,31 % des votants). La liste Front national obtint 25,09 % des votes. La liste de l'UMP obtint 19,85 % des voix. La liste « union de la gauche » obtint 15,54 % des votes. Enfin, la liste MoDem-UDI obtint 11,54 % des votes.

#### Au niveau national
Lors de l'élection présidentielle de 2002 le taux d'abstention était de 20,77 % au premier tour et de 15,27 % au second tour pour 1 401 inscrits. Lors du premier tour, organisé le 21 avril 2002, les candidats ayant obtenu plus de 10 % des voix étaient Jacques Chirac (candidat UMP avec 21,44 %), Jean-Marie Le Pen (candidat FN avec 16,08 %) et Lionel Jospin (candidat socialiste avec 12,63 %. Jacques Chirac et Jean-Marie Le Pen se sont opposés au second tour, organisé le 5 mai 2002. Le candidat vainqueur des élections fut Jacques Chirac avec 85,64 % des voix (la moyenne nationale étant de 82,21 % des voix). Jean-Marie Le Pen qui perdit les élections, remporta 14,36 % des voix (avec une moyenne nationale de 17,89 %).
Lors de l'élection présidentielle de 2007, le taux d'abstention fut de 11,51 % au premier tour et de 13,00 % au second tour (pour 1 546 inscrits). Lors du premier tour, organisé le 22 avril 2007, les candidats ayant obtenu plus de 10 % des voix étaient Nicolas Sarkozy  (candidat UMP) avec 25,15 % des voix (31,18 % de moyenne nationale), François Bayrou (candidat UDF) avec 25,00 % des voix (18,57 % de moyenne nationale), Ségolène Royal (candidate socialiste) avec 22,17 % des voix (25,87 % de moyenne nationale), et Jean-Marie Le Pen (candidat FN) avec 10,57 % des voix (10,44 % au niveau national). Nicolas Sarkozy et Ségolène Royal se sont opposés au second tour, organisé le 6 mai 2007. Le candidat vainqueur au niveau communal fut Ségolène Royal avec 50,04 % des voix (46,94 % au niveau national). Nicolas Sarkozy, qui remporta les élections au niveau national, ne remporta que 49,96 % des voix (53,06 % de moyenne nationale). Le taux de participation fut de 88,49 % (moyenne nationale de 83,77 %) et 1,75 % des votes exprimés étaient blanc ou nul (moyenne nationale de 1,44 %).
Lors de l'élection présidentielle de 2012, le taux d'abstention fut de 16,99 % au premier tour et de 17,90 % au second tour (pour 1 642). Lors du premier tour, organisé le 22 avril 2012, les candidats ayant obtenu plus de 10 % des voix étaient François Hollande (candidat socialiste) avec 26,65 % des voix (28,63 % de moyenne nationale), Nicolas Sarkozy (candidat UMP) avec 25,60 % des voix (27,18 % de moyenne nationale), Marine Le Pen (candidate FN) avec 18,04 % des voix (17,90 % de moyenne nationale) et François Bayrou (candidat UDF) avec 13,85 % des voix (9,13 % de moyenne nationale). François Hollande et Nicolas Sarkozy se sont opposés au second tour, organisé le 6 mai 2012. Le candidat vainqueur fut François Hollande avec 51,19 % des voix (51,64 % au niveau national). Nicolas Sarkozy, qui perdit les élections, ne remporta que 48,81 % des voix (48,36 % au niveau national). Le taux de participation fut de 83,01 % (moyenne nationale de 83,35 %) et 1,64 % des votes exprimés étaient blanc ou nul (moyenne nationale de 5,82 %).

#### Au niveau communal
En 2014, le maire sortant était Gilles Guinouet. Les Touches a une population comprise entre 1 500 et 2 500 habitants, par conséquent elle élit 19 conseillers municipaux. Lors des élections municipales de 2014 le nombre d'inscrits était de 1 664 personnes. Les deux candidats étaient Frédéric Grégoire et Daniel Borie. Frédéric Grégoire est élu maire dès le premier tour avec 62,40 % des voix. Le taux de participation fut de 67,31 % et 7,14 % des votes exprimés étaient blanc ou nul.
En 2018, Frédéric Grégoire prend une indisponibilité de longue durée pour raison médicale et est remplacé pas sa première adjointe, Laurence Guillemine, qui devient maire par délégation.

### Administration municipale
Le conseil municipal est composé de 19 conseillers élus pour 6 ans.
| Période                                  | Période                   | Identité            | Étiquette | Qualité                                                                                  |
| ---------------------------------------- | ------------------------- | ------------------- | --------- | ---------------------------------------------------------------------------------------- |
| Les données manquantes sont à compléter. |                           |                     |           |                                                                                          |
| janvier 1942                             | 1949                      | Alexandre Hodé      |           | Ancien premier adjoint                                                                   |
| 1949                                     | mars 1959                 | Alfred Bourré       |           |                                                                                          |
| mars 1959                                | mars 1977                 | Pierre Barron       | DVD       | Agriculteur Député suppléant de Joseph-Henri Maujoüan du Gasset (1967 → 1978)            |
| mars 1977                                | juin 1995                 | Michel Pentecouteau | DVD       | Entrepreneur de travaux publics                                                          |
| juin 1995                                | mars 2008                 | Colette Macé        | DVD       |                                                                                          |
| mars 2008                                | mars 2014                 | Gilles Guinouet     | SE        | Instituteur                                                                              |
| mars 2014                                | avril 2018                | Frédéric Grégoire   | DVG       | Responsable informatique                                                                 |
| avril 2018                               | En cours (au 28 mai 2020) | Laurence Guillemine | DVG       | Cadre technico-commerciale 11e vice-présidente de la CC d'Erdre et Gesvres (2015 → 2020) |

### Rattachements administratifs et électoraux
La commune est rattachée à l'arrondissement de Châteaubriant depuis 1801.
Du point de vue électoral, elle dépend du canton de Nort-sur-Erdre.
Du point de vue judiciaire, elle relève de la circonscription judiciaire de Nantes.

### Services

#### Eau potable
La commune fait partie de la structure intercommunale d'alimentation en eau potable de la région de Nort-sur-Erdre.
Une station d'épuration en lagune aérée est installée sur le territoire de la commune.

## Population et société

### Démographie

#### Évolution démographique
L'évolution du nombre d'habitants est connue à travers les recensements de la population effectués dans la commune depuis 1793. Pour les communes de moins de 10 000 habitants, une enquête de recensement portant sur toute la population est réalisée tous les cinq ans, les populations de référence des années intermédiaires étant quant à elles estimées par interpolation ou extrapolation. Pour la commune, le premier recensement exhaustif entrant dans le cadre du nouveau dispositif a été réalisé en 2006.

En 2022, la commune comptait 2 619 habitants, en évolution de +5,27 % par rapport à 2016 (Loire-Atlantique : +6,68 %, France hors Mayotte : +2,11 %).
| 1793  | 1800  | 1806  | 1821  | 1831  | 1836  | 1841  | 1846  | 1851  |
| ----- | ----- | ----- | ----- | ----- | ----- | ----- | ----- | ----- |
| 1 661 | 1 215 | 1 637 | 1 802 | 1 819 | 1 867 | 1 808 | 1 961 | 2 013 |

| 1856  | 1861  | 1866  | 1872  | 1876  | 1881  | 1886  | 1891  | 1896  |
| ----- | ----- | ----- | ----- | ----- | ----- | ----- | ----- | ----- |
| 2 111 | 2 134 | 2 119 | 2 122 | 2 149 | 2 088 | 2 088 | 2 086 | 2 051 |

| 1901  | 1906  | 1911  | 1921  | 1926  | 1931  | 1936  | 1946  | 1954  |
| ----- | ----- | ----- | ----- | ----- | ----- | ----- | ----- | ----- |
| 1 922 | 1 890 | 1 815 | 1 643 | 1 560 | 1 473 | 1 439 | 1 364 | 1 376 |

| 1962  | 1968  | 1975  | 1982  | 1990  | 1999  | 2006  | 2011  | 2016  |
| ----- | ----- | ----- | ----- | ----- | ----- | ----- | ----- | ----- |
| 1 306 | 1 326 | 1 359 | 1 633 | 1 935 | 1 948 | 2 071 | 2 303 | 2 488 |

| 2021  | 2022  | - | - | - | - | - | - | - |
| ----- | ----- | - | - | - | - | - | - | - |
| 2 577 | 2 619 | - | - | - | - | - | - | - |

#### Pyramide des âges
La population de la commune est relativement jeune.
En 2018, le taux de personnes d'un âge inférieur à 30 ans s'élève à 36,8 %, soit en dessous de la moyenne départementale (37,3 %). À l'inverse, le taux de personnes d'âge supérieur à 60 ans est de 23,3 % la même année, alors qu'il est de 23,8 % au niveau départemental.
En 2018, la commune comptait 1 241 hommes pour 1 235 femmes, soit un taux de 50,12 % d'hommes, légèrement supérieur au taux départemental (48,58 %).
Les pyramides des âges de la commune et du département s'établissent comme suit.
| Hommes | Classe d’âge | Femmes |
| ------ | ------------ | ------ |
| 1,0    | 90 ou +      | 1,7    |
| 5,9    | 75-89 ans    | 9,9    |
| 13,4   | 60-74 ans    | 14,7   |
| 19,9   | 45-59 ans    | 17,0   |
| 21,6   | 30-44 ans    | 21,2   |
| 15,1   | 15-29 ans    | 12,8   |
| 23,1   | 0-14 ans     | 22,8   |

| Hommes | Classe d’âge | Femmes |
| ------ | ------------ | ------ |
| 0,6    | 90 ou +      | 1,8    |
| 6      | 75-89 ans    | 8,6    |
| 15,1   | 60-74 ans    | 16,4   |
| 19,4   | 45-59 ans    | 18,8   |
| 20,1   | 30-44 ans    | 19,3   |
| 19,2   | 15-29 ans    | 17,4   |
| 19,5   | 0-14 ans     | 17,6   |

### Enseignement
Avant 1920, la commune comptait deux écoles, une pour les filles et une pour les garçons. À la suite d'une circulaire en date du 25 août 1920 et du fait du faible nombre d'enfants dans les classes (5 garçons et 4 filles), le conseil municipal a accepté le 12 septembre 1920 la transformation de ces deux écoles publiques en une unique école publique mixte à une classe.
La commune des Touches compte aujourd'hui deux écoles primaires :
- l'école du Sacré-Cœur, école privée qui comptait 165 élèves, répartis dans 6 classes, en 2012[63].
- l'école des Moulins de Juillet, école publique qui comptait 95 élèves, répartis en 4 classes, en 2012. Cette école a été ouverte en 2012, 53 ans après la fermeture de l'ancienne école publique[64].

### Sécurité
À la suite d'un violent incendie en juillet 1923, la municipalité crée son propre corps de sapeurs-pompiers le 26 octobre de la même année, en achetant une pompe à bras.
Le 22 juin 1924, le maire propose au conseil municipal demande que la commune prenne l'engagement de subvenir pour une période d'au moins 15 ans à leurs besoins d'habillement et d'équipemen. Le conseil vote la composition suivante de la subdivision : un sous-lieutenant, un sergent, deux caporaux, un tambour ou clairon, et 14 sapeurs pompiers.
Le centre d'incendie et de secours des Touches, départementalisé depuis 2001, est toujours actif. En 2017 il était composé de 22 sapeurs volontaires, ayant réalisé 142 interventions dans l'année. Le chef de corps est, depuis 2005, le lieutenant Christophe Leduc.

## Culture locale et patrimoine

### Monuments et lieux touristiques
Parmi les lieux remarquables des Touches on compte :
- le mont Juillet : mamelon rocheux dressé à l'ouest d'une hauteur de 52 m[67] ;
- le moulin des Buttes[68] ;
- l'église Saint-Melaine[69] ;
- le calvaire, situé à l'emplacement d'une ancienne chapelle sur la route de Joué, construite au XVIIe siècle et restaurée au XVIIIe siècle, puis finalement tombée en ruine et détruite pour être remplacée par le calvaire[21] ;
- les mines de charbon ;
- la Maison rouge : lieu de formation du maquis de la Maison rouge ;
- la Vieille Cure, la plus ancienne construction encore debout des Touches[70] ;
- le manoir du Bois-Souchard, érigé entre le 16e et le 19e siècle. De la partie du 16e ne subsiste qu'une tour[70] ;
- la statue de la Vierge de Lourdes, rue des Étangs.

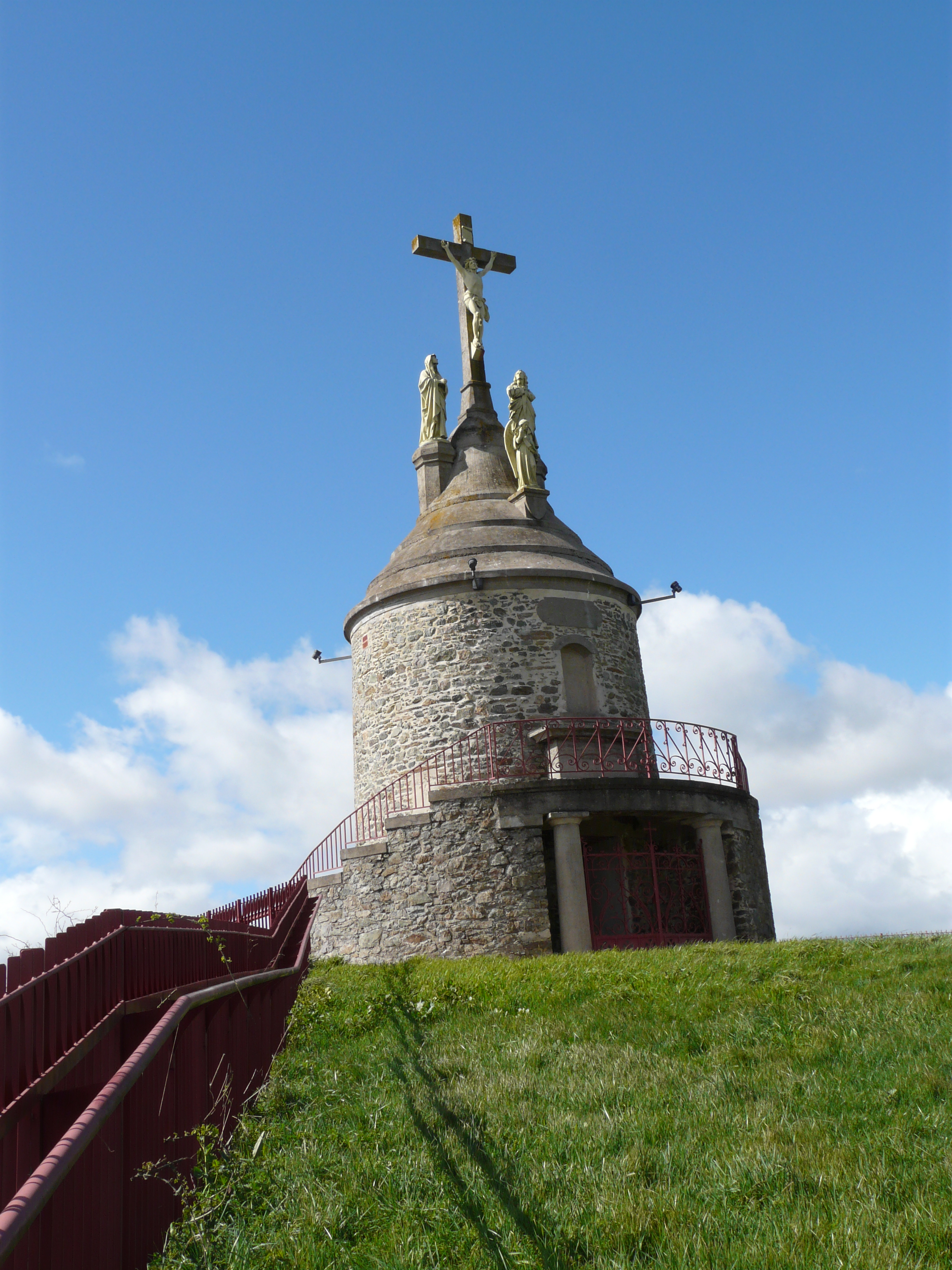
Le mont Juillet.
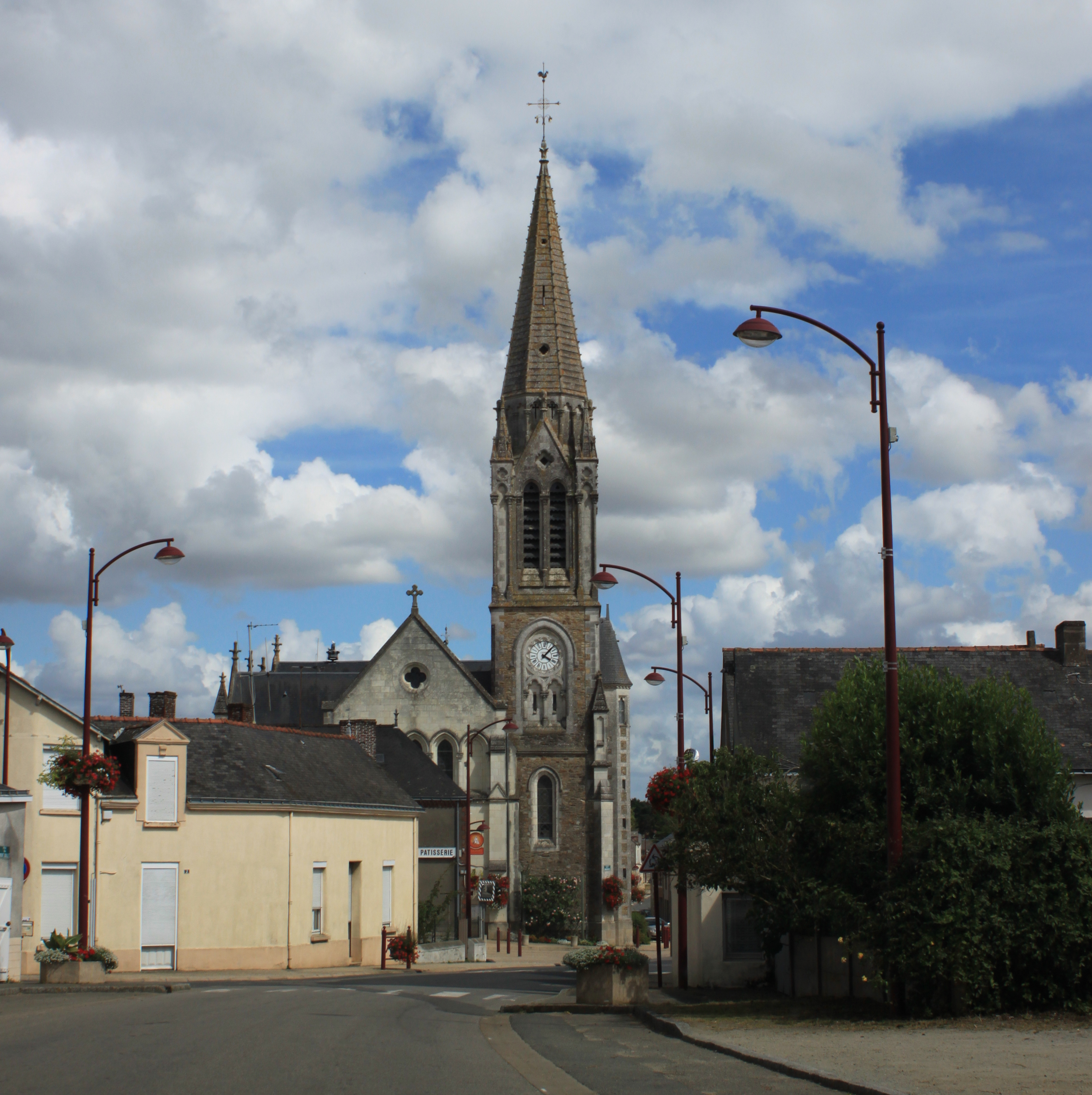
L'église Sainte-Melaine des Touches.
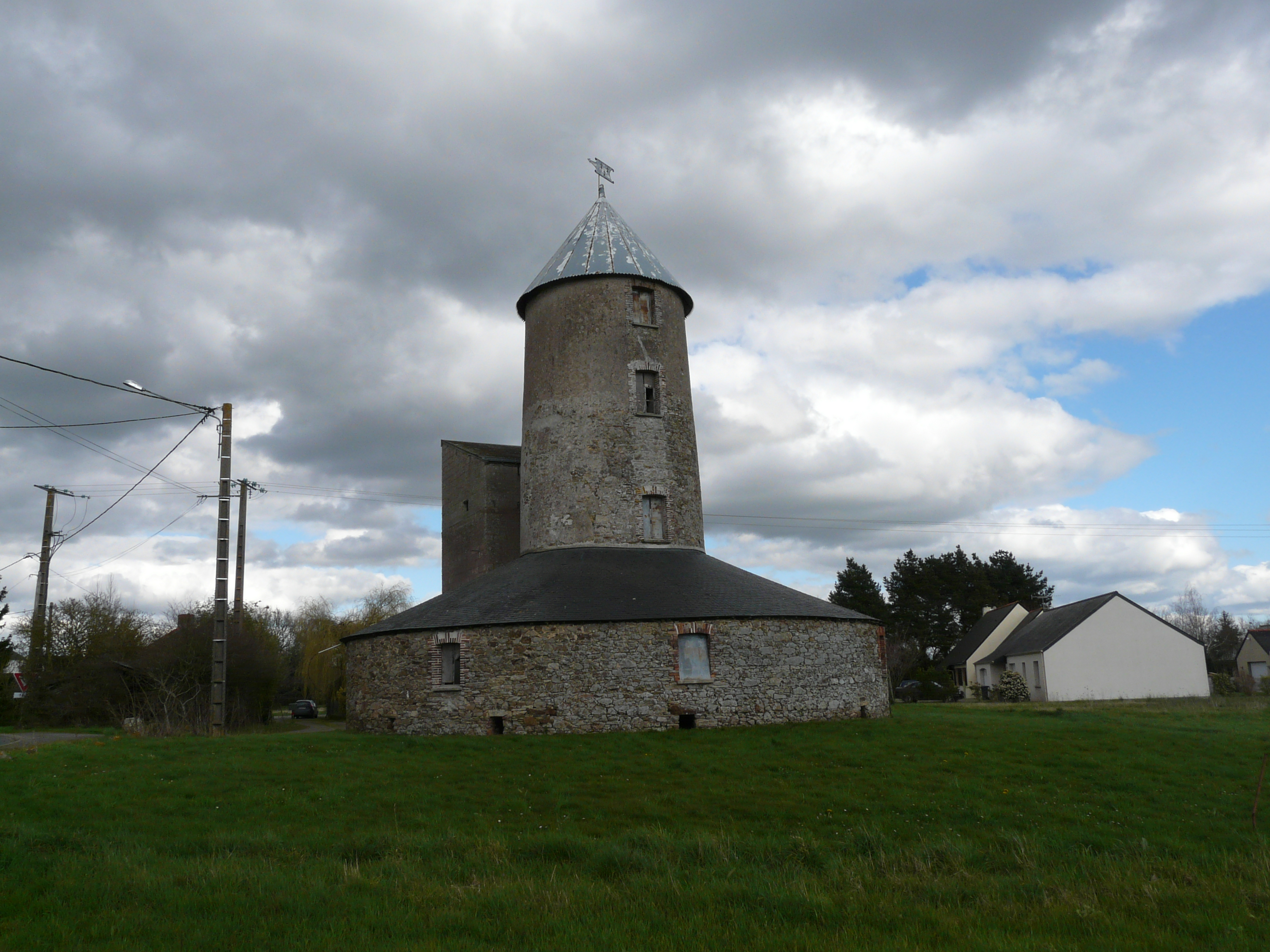
Le Moulin des Buttes.
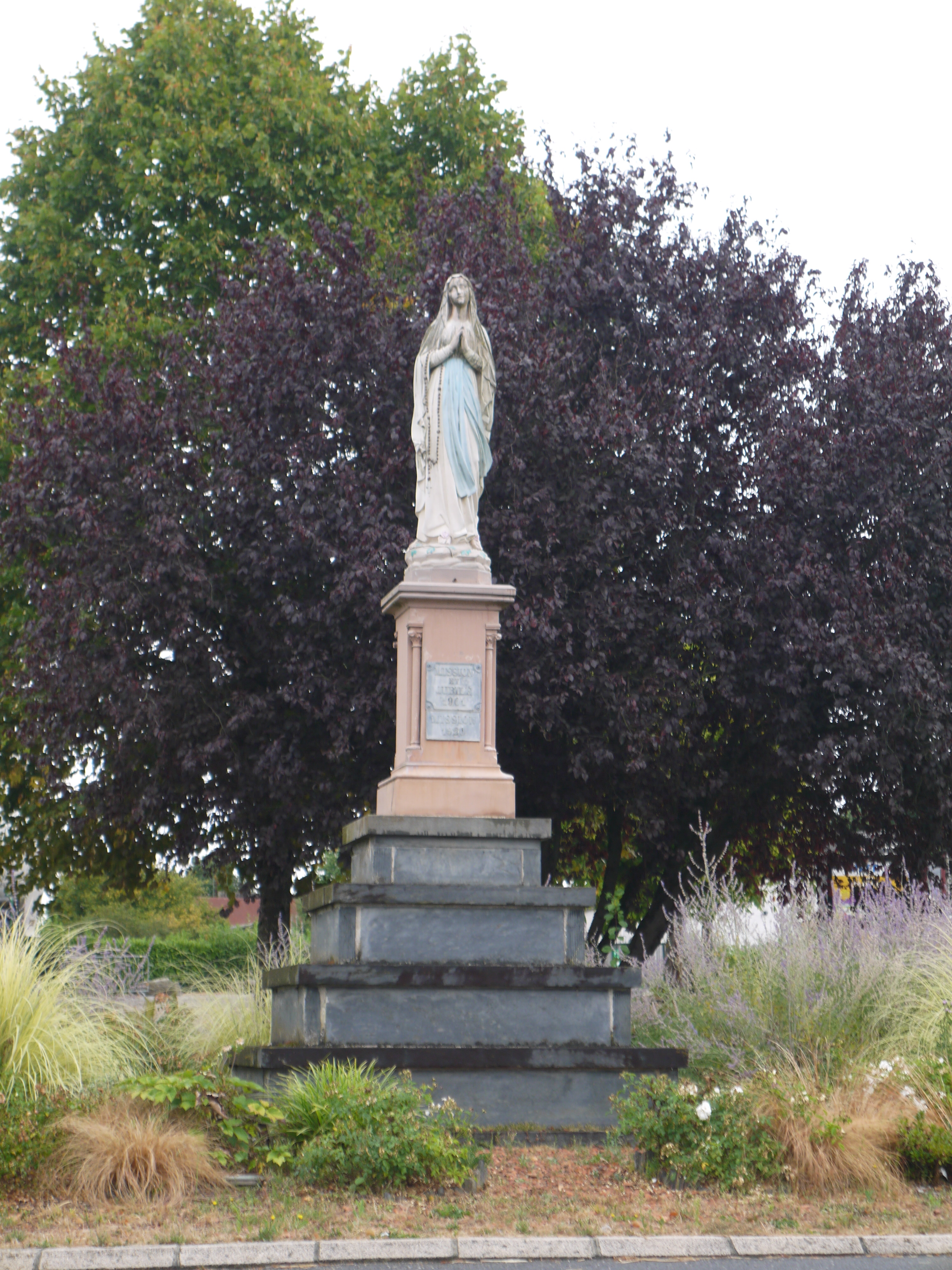
Vierge de Lourdes.

### Manifestations et festivités
Parmi les associations de la commune, on compte :
- la bibliothèque Mille et une pages ;
- le comité des fêtes de la Martelière ;
- l'association Les jeunes des Touches.

La fête de la musique aux Touches est organisée par la section  Jeun'Anim de l'association Les jeunes des Touches. La fête de la Saint Jacques, dont la première édition date de 1668, fut rétablie en 2012.

### Symboles: héraldique et devise

Logo des Touches.

| Blason | Blasonnement : D'or à la croix de gueules, cantonnée de quatre lionceaux affrontés du même. Commentaires : Blason de la seigneurie de Casson et des Touches (d'Hyères) (Réformation de 1427) ; famille Bril de la Brillère et Paris. Blason présenté à la Fête des Drapeaux le 26 septembre 1924 à Quimper. |

La devise de la commune est « Fromento, vitique levis », signifiant « Terre fertile pour le froment et la vigne ».

### Personnalités liées à la commune
- Jeanne Rabine (1758-1785), mère de Jean-Jacques Audubon (1785-1851, ornithologue, naturaliste et peintre américain), y est née en 1758 et a vécu au lieu-dit Les Mazures[73].
- Marguerite Allotte de La Fuÿe (1874-1959), femme de lettres, vécut dans la commune[70].